# Кози Врбовок
Кози Врбовок (слч. Kozí Vrbovok) насељено је мјесто са административним статусом сеоске општине (слч. obec) у округу Крупина, у Банскобистричком крају, Словачка Република.

## Становништво
| Година:    | 1994. | 2004. | 2014.   | 2024.   |
| ---------- | ----- | ----- | ------- | ------- |
| Број људи: | 178   | 178   | 163     | 149     |
| Разлика:   |       | +0 %  | -8,42 % | -8,58 % |

| Година:    | 2023. | 2024.   |
| ---------- | ----- | ------- |
| Број људи: | 152   | 149     |
| Разлика:   |       | -1,97 % |

Према подацима о броју становника из 2024. године насеље је имало 149 становника.